# Zicari
Zicari è un cognome di lingua italiana.

## Diffusione
Il cognome Zicari è presente in prevalenza in Italia con 203 famiglie individuabili. La maggior parte di queste si trova nella regione Sicilia e quasi tutte nella provincia di Agrigento.

## Origine del cognome
L'ipotesi più accreditata è che il cognome Zicari provenga dal nome arabo Zikri, il cui significato è riconducibile al Dhikr e può essere dunque tradotto come rimembranza di Allah. Altri nomi arabi con lo stesso significato sono Zikr, Zikra, Zikara.